# Quartier général
Pour les articles homonymes, voir Quartier général (homonymie).
 (signalé en juin 2025).
Si vous disposez d'ouvrages ou d'articles de référence ou si vous connaissez des sites web de qualité traitant du thème abordé ici, merci de compléter l'article en donnant les références utiles à sa vérifiabilité et en les liant à la section « Notes et références ».
- Archive Wikiwix
- Bing
- Cairn
- DuckDuckGo
- E. Universalis
- Gallica
- Google
- G. Books
- G. News
- G. Scholar
- Persée
- Qwant
- (zh) Baidu
- (ru) Yandex
- (wd) trouver des œuvres sur Wikidata

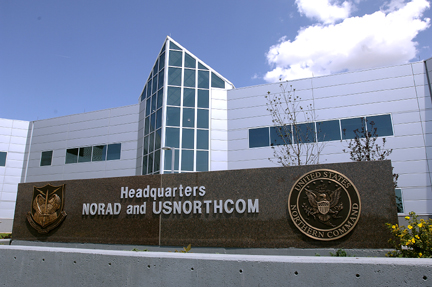
Le quartier général du NORAD et du Northcom depuis 2006.

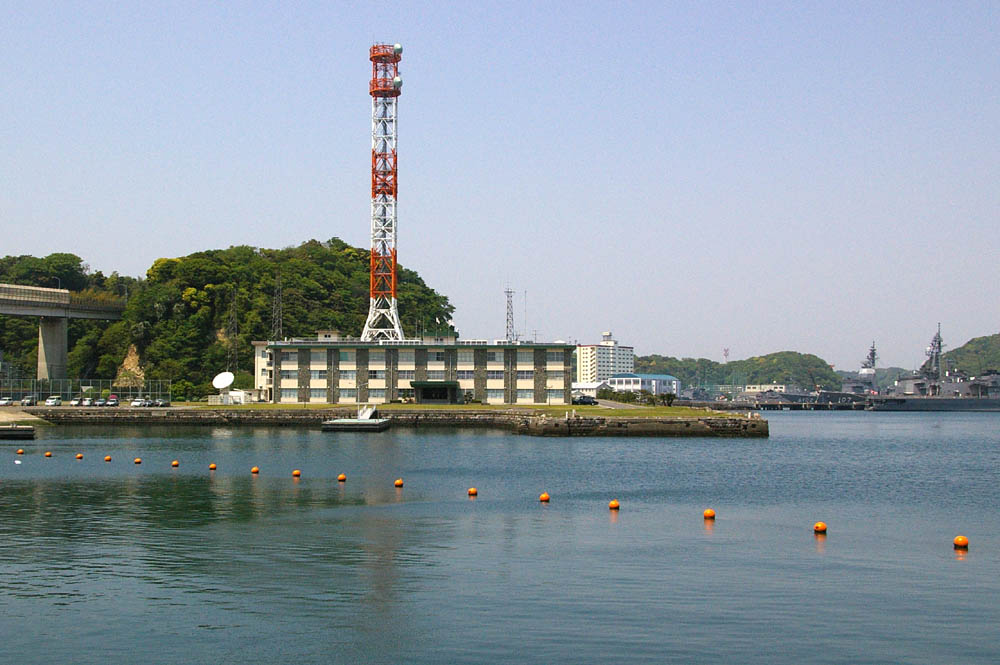
Quartier-général de la Force maritime d'autodéfense japonaise.

Un quartier général, souvent abrégé en QG, est l'endroit où les plus importantes fonctions — sinon toutes — d'une organisation sont concentrées. Le terme est particulièrement utilisé pour les organisations militaires dont les états-majors sont installés dans ces endroits, ainsi que pour les grandes sociétés et les QG de campagnes électorales.